# Гоа
Го́а (конк. गोंय, гінді गोआ, англ. Goa) — штат на південному заході Індії, найменший серед штатів за площею і один з останніх за кількістю населення. Колишня португальська колонія в Індії. Населення 1,4 млн чоловік (25-е місце). Столиця — Панаджі. Найбільше місто — Васко-да-Гама.

## Географія
Площа Гоа становить всього 3702 км², протяжність з півночі на південь 105 км, із заходу на схід максимально 65 км. Таким чином, Гоа є найменшим з двадцяти восьми штатів Індії. Гоа розташований в середній частині західного узбережжя Індії. На півночі він межує зі штатом Махараштра, на півдні і сході — з Карнатакою, а на заході омивається Аравійським морем. Довжина берегової лінії становить 101 км.
Вузька смуга узбережжя відокремлює море від гірського плато, що на сході переходить у відроги Західних Гат. Гірський ланцюг Західні Гати (Сах'ядрі) є західною піднесеною околицею Деканського плоскогір'я завдовжки близько 1800 км. Західні Гати займають близько 15 % площі країни, їх середня висота 1500—2000 м. Найвища точка Гоа досягає 1167 м над рівнем моря.
Берегова лінія Гоа сильно порізана гирлами річок, більшість яких бере свій початок в Західних Гатах. Найбільшими річками є Мандові, Зуарі і Чапора.

## Корисні копалини
Включає великі родовища залізних руд. Є також марганцеві руди, боксити, магнезіальна сировина і каолінові глини. Вони приурочені до докембрійських формацій залізистих кварцитів і філітів, що протягаються на 320 км вздовж узбережжя Індійського океану (гори Західні Гати). Головні рудні мінерали: гематит, магнетит, лімоніт, гетит. Вміст заліза до 64 %. Розвідані запаси залізних руд 600 млн т. Частина сировини йде на виробництво залізорудних обкатишів. Родов. марганцевих руд розташовані на півдні Гоа і входять в зону Карнатаки. Рудні тіла лінзовидної форми, залягають в латеритизованому філіті. Руди масивні, кавернозні, змішаного типу. Рудні мінерали: брауніт, манганіт, якобсит, піролюзит, псиломелан, криптомелан і ін. Вміст Mn до 55 %. Розвідані запаси марганцевих руд 1-3 млн т.

## Економіка
Економіка Гоа в основному базується на рибальстві, сільському господарстві, туризмі, фармацевтичній промисловості та ігровій індустрії.

### ВВП Гоа
Очікується, що валовий внутрішній продукт Гоа (ВВП) (бюджетна оцінка) становитиме 121 309,02 крор рупій (146,5 мільярдів доларів США)

## Клімат
Влітку температура повітря сягає 40 °C, взимку у середньому тримається між 20 °С — 32 °C. Період Мусонів — з липня по вересень, характеризується сильними зливами та вітрами.
| Клімат Панаджі                             | Клімат Панаджі | Клімат Панаджі | Клімат Панаджі | Клімат Панаджі | Клімат Панаджі | Клімат Панаджі | Клімат Панаджі | Клімат Панаджі | Клімат Панаджі | Клімат Панаджі | Клімат Панаджі | Клімат Панаджі | Клімат Панаджі |
| Показник                                   | Січ.           | Лют.           | Бер.           | Квіт.          | Трав.          | Черв.          | Лип.           | Серп.          | Вер.           | Жовт.          | Лист.          | Груд.          | Рік            |
| Абсолютний максимум, °C                    | 36,0           | 37,8           | 38,8           | 39,6           | 37,4           | 35,4           | 31,9           | 31,2           | 34,2           | 36,3           | 37,0           | 35,4           |                |
| Середній максимум, °C                      | 31,6           | 31,5           | 32,0           | 33,0           | 33,0           | 30,3           | 28,9           | 28,8           | 29,5           | 31,6           | 32,8           | 32,4           |                |
| Середня температура, °C                    | 26,0           | 26,3           | 27,7           | 29,3           | 30,0           | 27,6           | 26,7           | 26,4           | 26,9           | 27,9           | 27,6           | 26,9           |                |
| Середній мінімум, °C                       | 19,6           | 20,5           | 23,2           | 25,6           | 26,3           | 24,7           | 24,1           | 24,0           | 23,8           | 23,8           | 22,3           | 20,6           |                |
| Абсолютний мінімум, °C                     | 15,7           | 16,8           | 17,3           | 21,2           | 21,3           | 21,0           | 21,4           | 21,5           | 21,4           | 20,0           | 17,0           | 15,5           |                |
| Середня кількість сонячних годин на місяць | 311,8          | 290,2          | 291,0          | 289,0          | 296,5          | 125,1          | 105,7          | 122,1          | 177,1          | 247,7          | 272,6          | 299,3          |                |
| Норма опадів, мм                           | 0.2            | 0.1            | 1.2            | 11.8           | 112.7          | 868.2          | 994.8          | 518.7          | 251.9          | 124.8          | 30.9           | 16.7           | 2932.0         |
| Вологість повітря, %                       | 67             | 69             | 71             | 71             | 71             | 85             | 88             | 89             | 86             | 80             | 70             | 64             |                |
| ------------------------------------------ | -------------- | -------------- | -------------- | -------------- | -------------- | -------------- | -------------- | -------------- | -------------- | -------------- | -------------- | -------------- | -------------- |
| Джерело: wunderground.com                  |                |                |                |                |                |                |                |                |                |                |                |                |                |

## Історія
Васко да Гама був першим європейцем, що ступив на землю Гоа в 1498 році. З 1510 Старий Гоа — столиця Португальської Індії під керівництвом Афонсу д'Албукерки. Землі, якими керували з Гоа, тягнулися від африканської Момбаси до китайського Макао. З того часу починається золота доба Гоа. Хоча колонізатори заохочували змішані шлюби, католицтво насаджувалося вельми жорстко — не в останню чергу завдяки зусиллям Інквізиції. Звідси вів свою місіонерську діяльність св. Франциск Ксаверій; тут же він і похований. Гоа прозване «містом церков», яке архітектурною красою перевершує всі християнські храми Сходу.
Протягом XVI століття португальські королі не залишали планів використання Гоа як плацдарму для підкорення всієї Індії або її прибережних районів. Щонайпершою метою їх експансії була гуджаратська фортеця Діу, проте напади 1509, 1521 і 1531 рр. були відбиті місцевим царем. У 1535 році він сам передав Діу до рук португальців в обмін на допомогу проти наступу Великих Моголів. У 1558-59 рр. португальці оволоділи Даманом на протилежному березі затоки, тим самим перекривши вхід в затоку для суден інших європейських держав.
Процвітання Гоа закінчилося в кінці XVII столітті, коли португальська торговельна монополія в Індійському океані була підірвана голландцями і англійцями. З часом їх володіння з усіх боків оточили Гоа, значення якого продовжувало падати. Велика частина раніше прекрасних публічних будівель опинилася в руїнах, особливо після того, як губернатор переїхав в нову столицю Панджі. Попри це, Старий Гоа залишався духовною метрополією всього римсько-католицького населення Індії. Його споруди колоніального періоду внесені до Списку світової спадщини ЮНЕСКО.
Під час Наполеонівських війн місто знаходилося в руках англійців. У грудні 1961 року захоплене військами Індії і оголошене «союзною територією» разом з Даманом і Діу. Португалія визнала суверенітет Індії над Гоа лише після революції 1974 року. Штат Гоа виділився із складу союзної території в 1987 році.

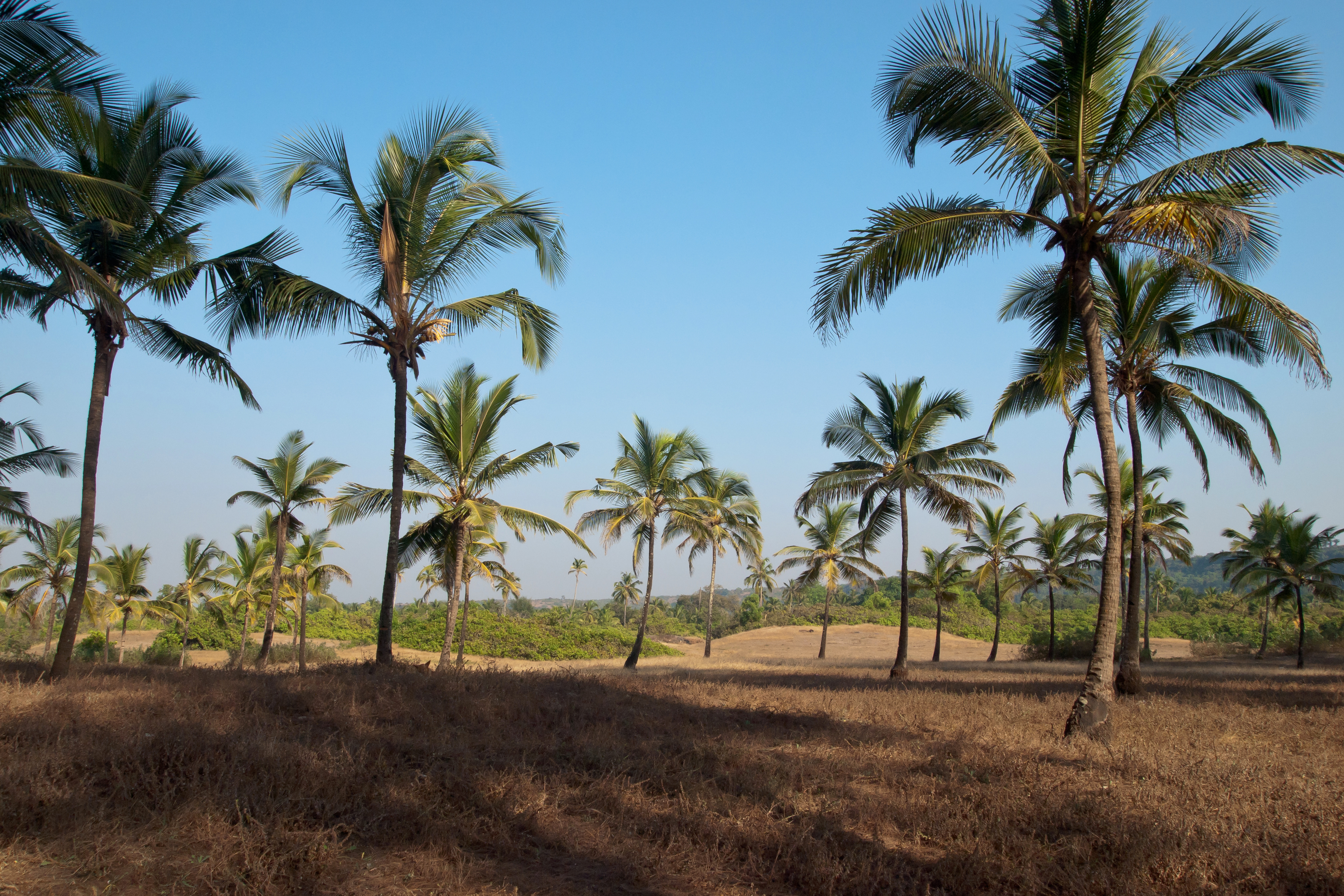
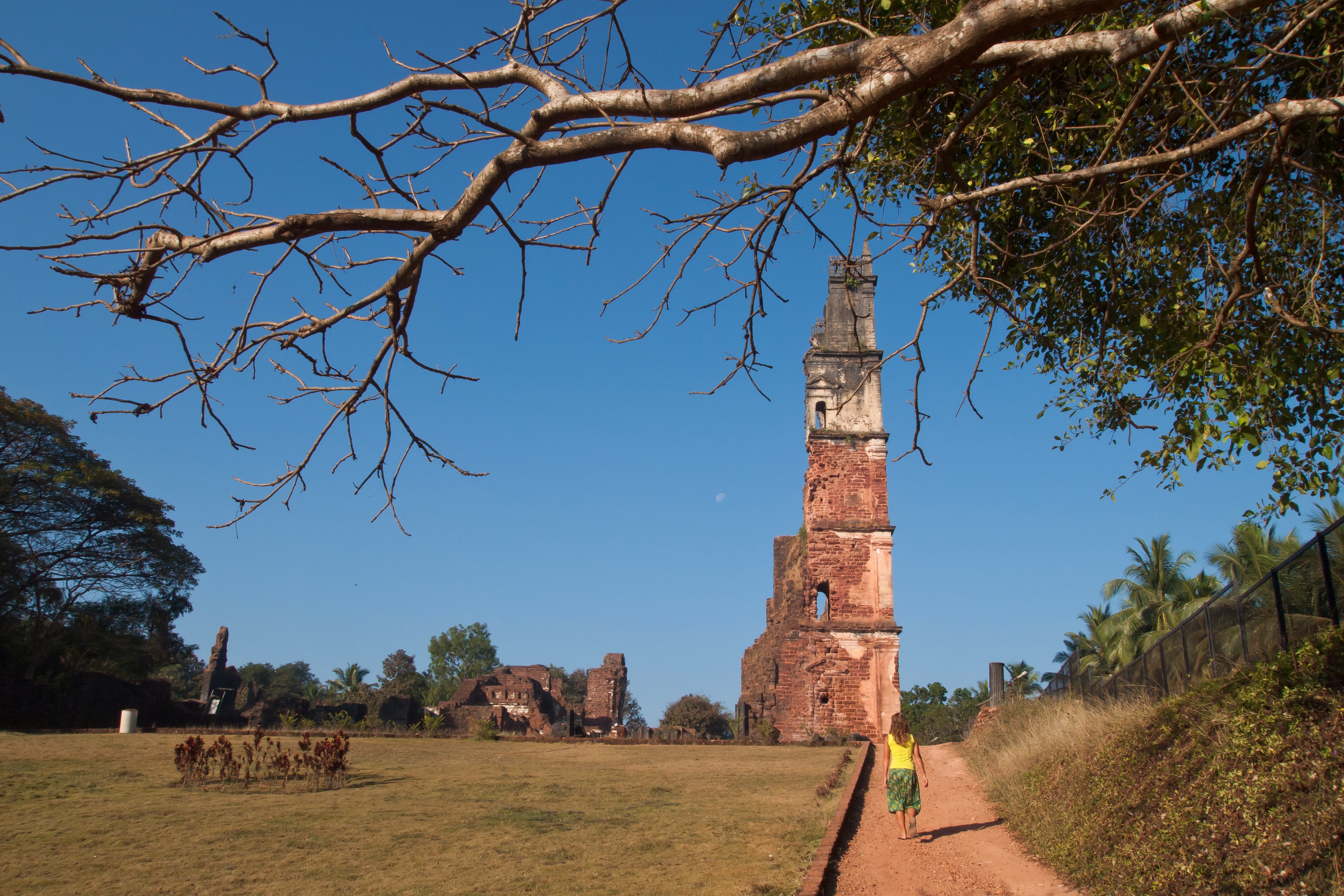
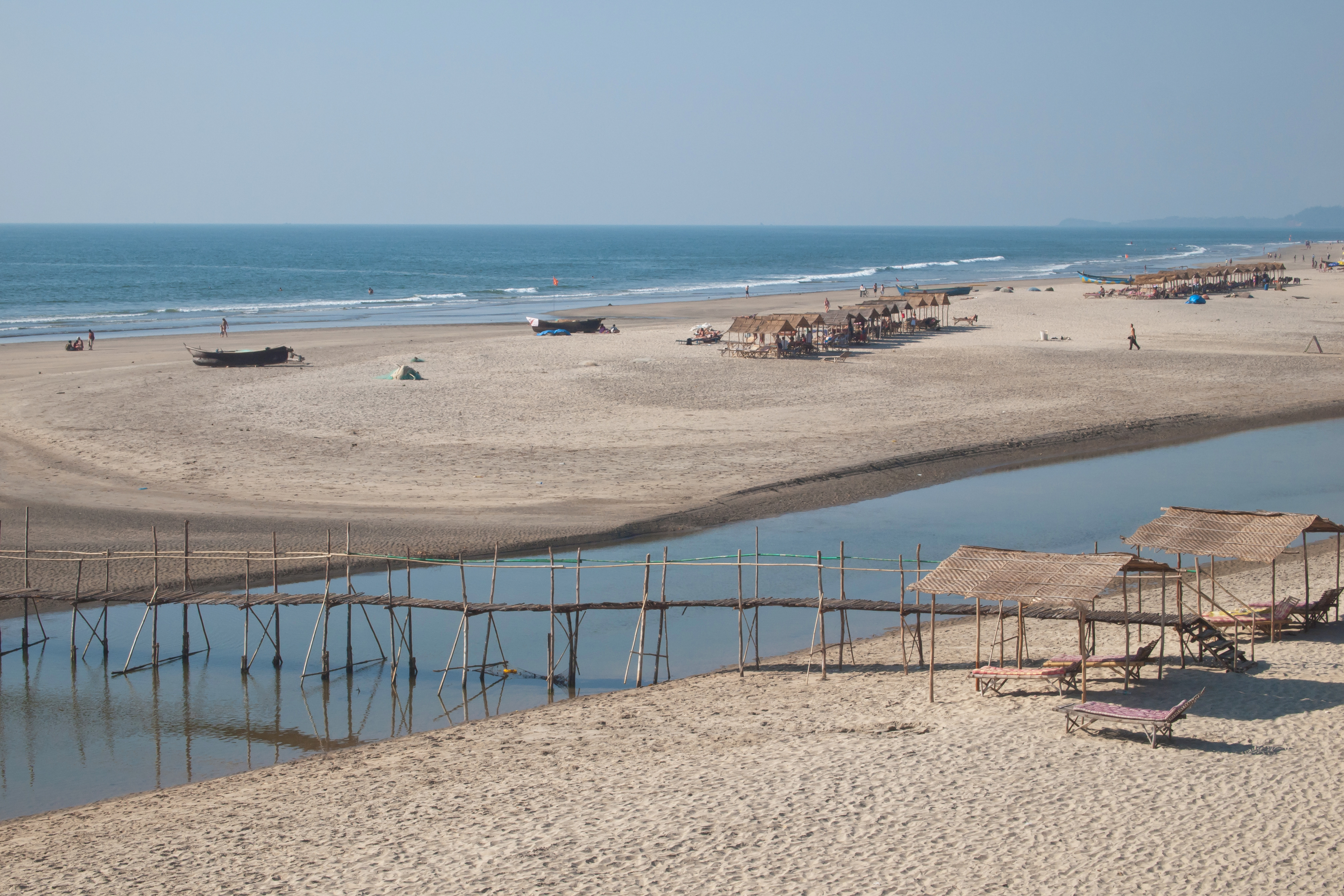
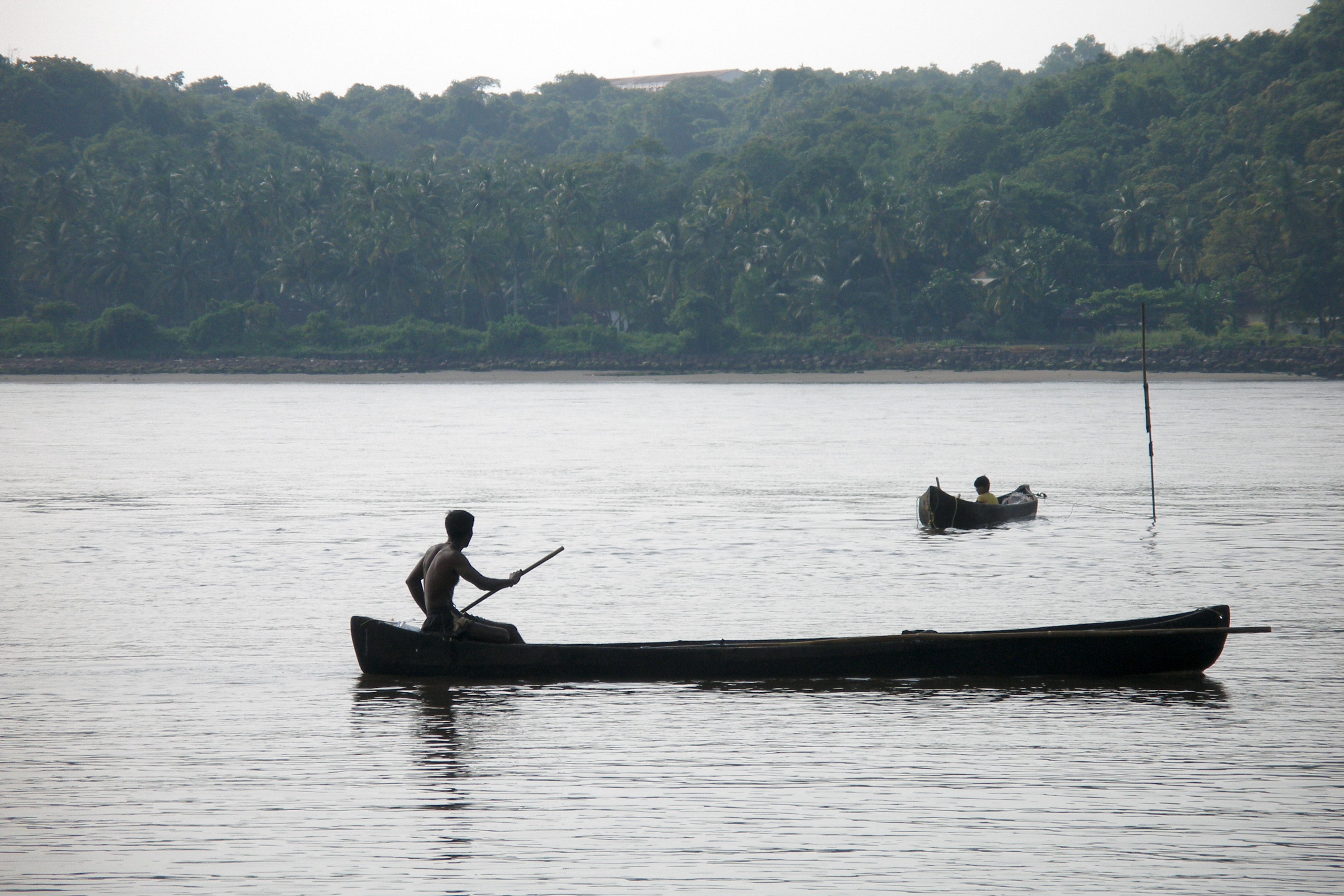
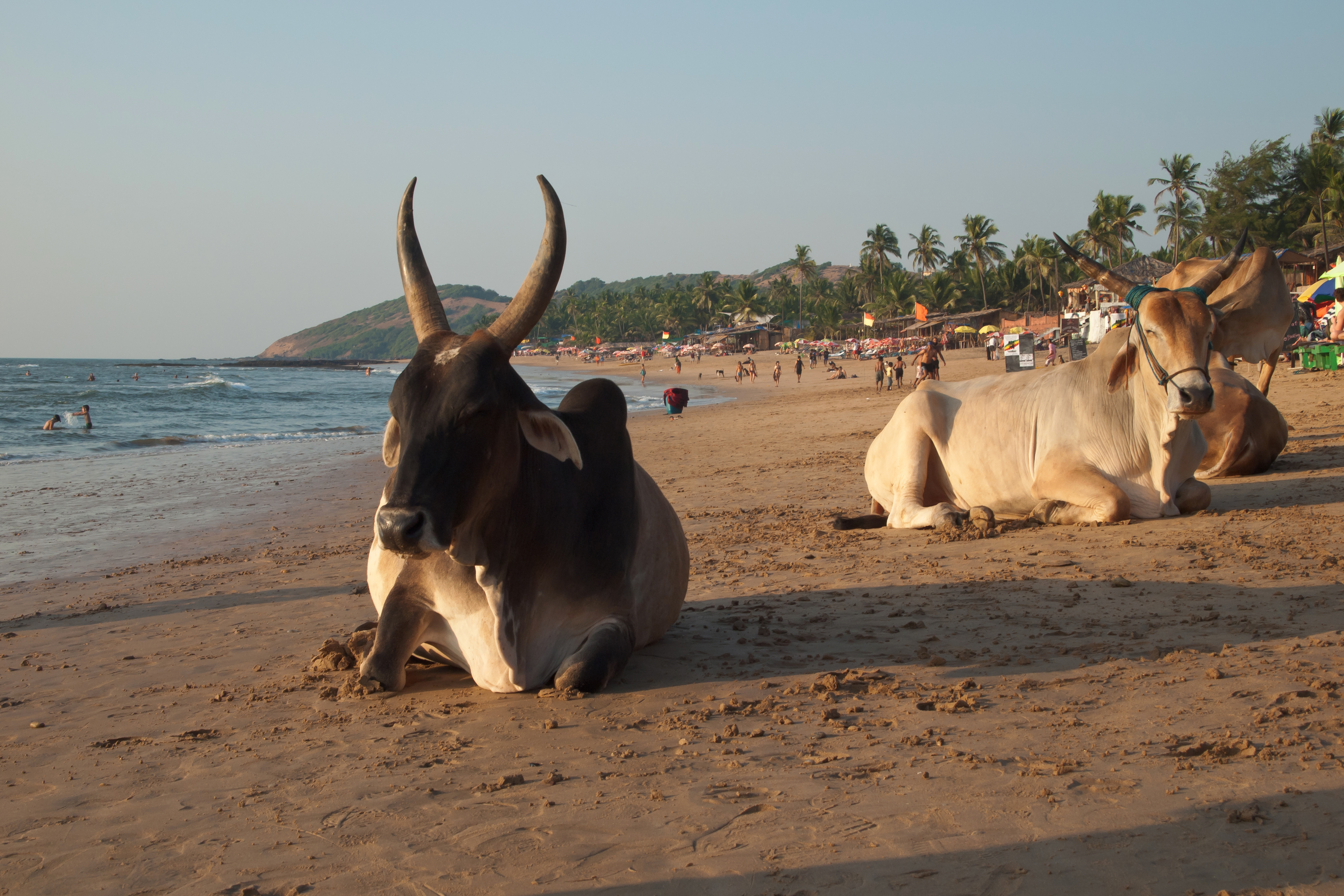
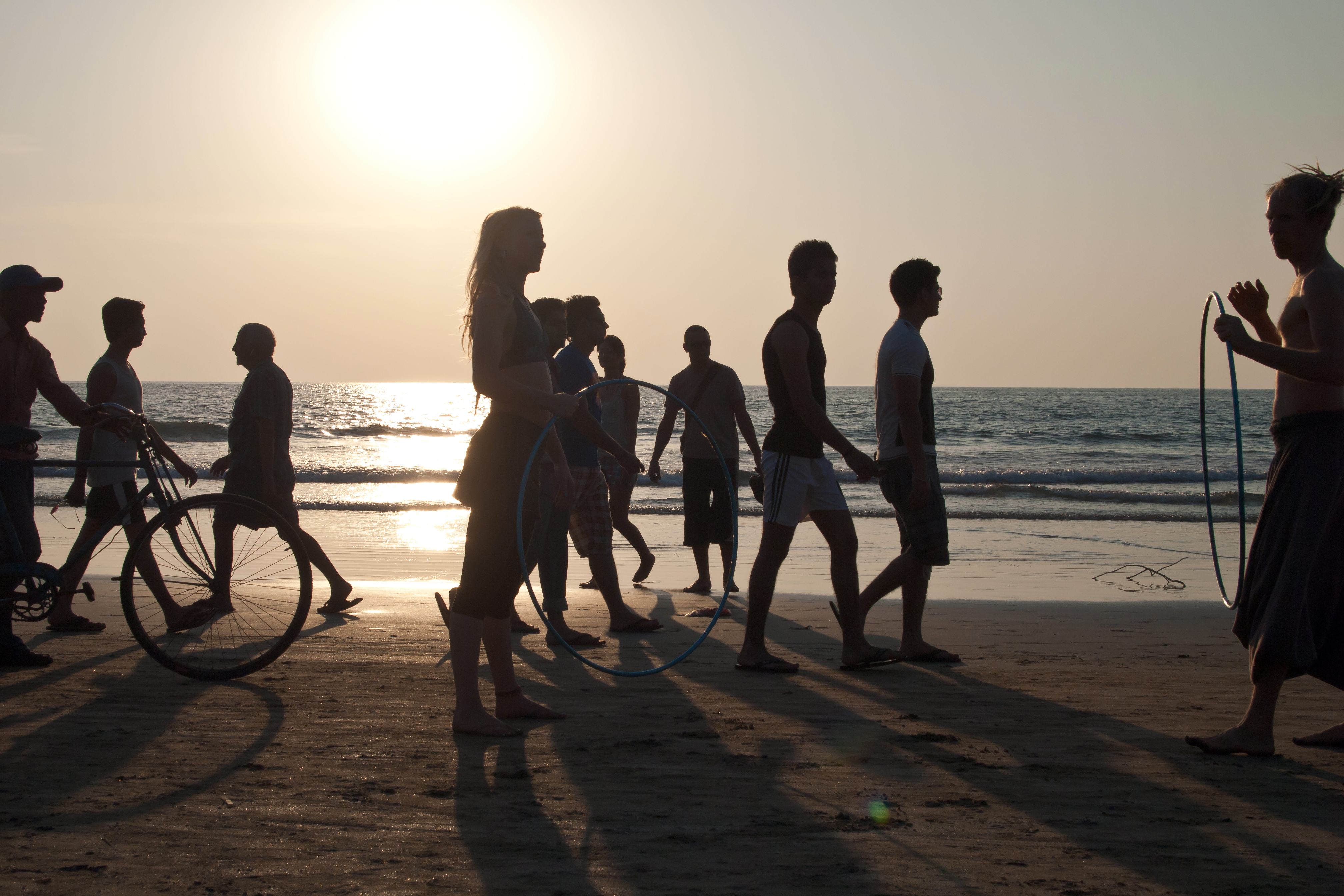

## Мова
Згідно «Акту про офіційні мови Гоа, Дамана і Діу» від 1987 роки (англ. The Goa, Daman and Diu Official Language Act) єдиною офіційною мовою штату Гоа є Конкані, але передбачається що Маратхі може також використовуватися. До 1961 року Португальська мова була єдиною офіційною мовою під час Португальського колоніального правління. Мовою Конкані говорять як рідною мовою приблизно 66,11 % осіб в державі, але майже кожен Гоанец може говорити і розуміти конкані. Інші мовні меншини в державі в перепису 2011 року Маратхі і (10,89 %), Хінді (10,29 %), Каннада (4,66 %) і Урду (2,83 %). Всі грамотні жителі Гоа вільно розмовляють англійською мовою, багато хто воліє її в спілкуванні навіть вдома, особливо молоді люди.